# 데이지 푸엔테스
데이지 푸엔테스(Daisy Fuentes, 1966년 11월 17일 ~ )는 쿠바 출생 미국의 사회자, 모델이다. MTV 방송사의 첫 번째 라틴계 여성 VJ이다.